# Harbor Beach

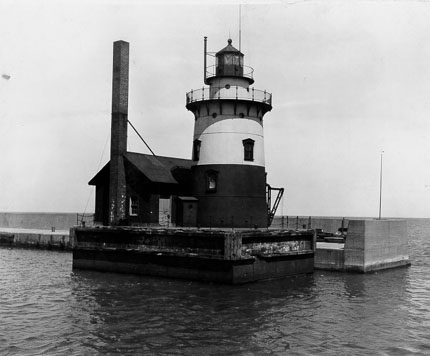
Fyrtornet vid Harbor Beach byggdes år 1884.

Harbor Beach är en stad ("city") i Huron County i den amerikanska delstaten Michigan med en yta av 4,8 km² och en folkmängd, som uppgår till 1 837 invånare (2000).

## Kända personer från Harbor Beach
- Frank Murphy, politiker och jurist, domare vid USA:s högsta domstol 1940-1949